# Departamento de Timbedra
Timbedra es un departamento de la región de Hodh el Charqui, en Mauritania. En marzo de 2013 presentaba una población censada de 79 069 habitantes. Está formado por las siguientes comunas, que se muestran asimismo con población de marzo de 2013:
- Bousteille 20,327
- Hassi M'Hadi 13,948
- Koumbi Saleh 11,064
- Timbedra 17,832
- Touil 15,898[1]